# Московия (авиакомпания)
Авиакомпания МОСКОВИЯ (ранее Авиакомпания ЛИИ им. М. М. Громова) — бывшая российская авиакомпания, образованная в 1995 году на базе ФГУП «Лётно-исследовательский институт им. М. М. Громова». 30 января 2008 года авиакомпания была официально переименована в ОАО «Авиакомпания МОСКОВИЯ». С 29 августа 2014 года деятельность авиакомпании приостановлена по просьбе её руководства.
Авиакомпания осуществляла внутренние и международные коммерческие воздушные перевозки пассажиров и грузов (включая опасные грузы) и авиационные работы на территории Российской Федерации и за рубежом. Авиакомпания имела лицензию ФСБ на работу со сведениями, составляющими государственную тайну, экипажи также обладали соответствующим допуском.
Представительства компании были расположены в Республике Узбекистан (Наманган, Андижан, Бухара), в Азербайджанской Республике (Гянджа), в Республике Армения (Ереван), а также в городах Российской Федерации: Иркутске, Воронеже, Нижнем Новгороде, Комсомольске-на-Амуре, Сочи, Барнауле.

## История
По итогам 2004 года «Московия» была признана лучшей авиакомпанией года, ей присуждена Национальная Авиационная Премия «Крылья России — 2004», вручён специальный приз.
С 2007 года «Московия» осуществляла регулярные полёты из Москвы (Домодедово) в Тиват (Черногория).
30 мая 2011 года Арбитражный суд Московской области провёл рассмотрение обоснованности заявления ОАО «Авиакомпания „Московия“» о собственном банкротстве. 8 августа 2011 года руководство авиакомпании отозвало заявление о банкротстве.
15 июля 2011 года Росавиацией было объявлено о приостановлении действия сертификата авиакомпании по причине ухудшения основных производственных и финансово-экономических показателей деятельности эксплуатанта, влияющих на безопасность полётов и права потребителей с 1 августа 2011 года, однако вскоре было объявлено об отмене приостановления.
По итогам анализа задержек рейсов 2011 года, авиакомпания допустила (наряду с «ВИМ-Авиа») наибольший процент задержек 17 % (у «ВИМ-Авиа» этот показатель был равен 15 %). Также авиакомпания является лидером среди российских по задержкам рейсов в феврале-июле 2014 года.
В августе «Московия» приступила к эксплуатации нового для себя типа ВС — Sukhoi Superjet 100. 11 августа был выполнен первый коммерческий рейс на данном типе по маршруту Москва — Тиват. Самолёты перешли во флот авиакомпании после того, как в «Армавиа» отказались их принимать в связи с тяжёлым финансовым положением.
С осени 2013 до января 2014 года авиакомпания «Московия» выполняла регулярные ежедневные рейсы из Москвы (Домодедово) в Ставрополь. Также ранее осуществлялись рейсы из Москвы в Белгород, Гянджу, Нукус, Подгорицу, Сараево, Термез; из Белгорода в Прагу, Мюнхен и Ереван.
Авиакомпания «Московия» лишилась права регулярных полётов с 1 сентября 2014 года из-за неудовлетворительного финансового состояния и массовых задержек рейсов. А с 29 июля 2014 года — продавать билеты на них. Из-за финансовых проблем аэропорты отказывались уже летом обслуживать самолёты перевозчика, а заправщики - отпускать топливо. Задолженность авиакомпании перед личным составом на июль составляла 42 миллиона рублей. Кроме того, авиакомпания так и не смогла в течение длительного времени, которое ей было предоставлено, увеличить свой парк воздушных судов до 8 единиц — минимального количества, требуемого для выполнения регулярных перевозок пассажиров. В связи с этим, руководство авиакомпании подало заявление в Росавиацию о приостановке действия сертификата эксплуатанта с 29 августа в связи с невозможностью дальнейшего продолжения операционной деятельности из-за финансовых проблем.

## Флот

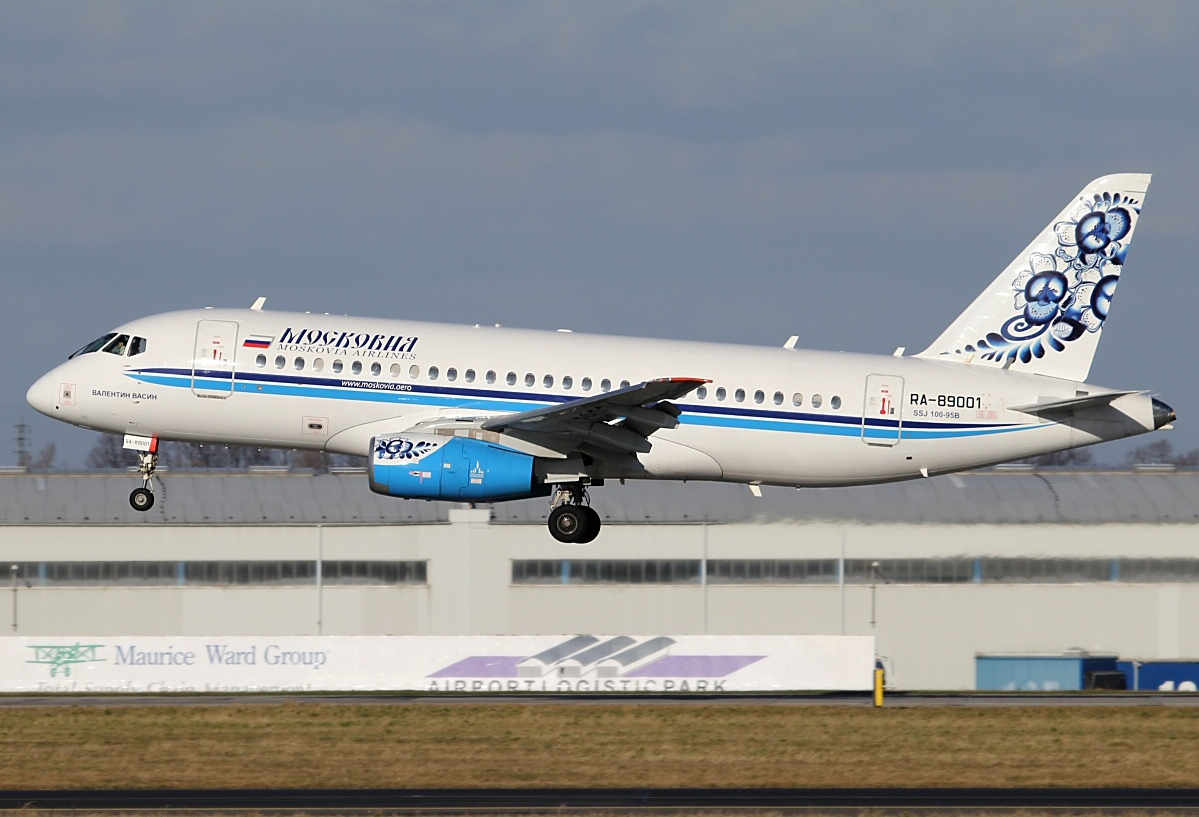

Флот авиакомпании включал в себя три самолёта Boeing 737—800, два из которых (VQ-BFU и VQ-BFR) в марте 2011 года были переданы в авиакомпанию SAS, а VQ-BPF возвращён лизингодателю Transavia Airlines в апреле 2012 года; самолёт Boeing 737—700 (VQ-BDI, VQ-BER), эксплуатация которых прекратилась летом 2014; самолёт Boeing 737—400 (VQ-BNX), возвращённый лизингодателю в июле 2014 года; 3 самолёта Sukhoi Superjet 100 (RA-89001, RA-89002, RA-89021) и 2 грузовых самолёта Ан-12 (RA-12194, RA-12195), эксплуатация которых окончательно прекратилась в августе 2014 года.

## География полётов
| Маршрутная сеть         | Маршрутная сеть                                                                   |
| Аэропорт                | Пункты назначения                                                                 |
| ----------------------- | --------------------------------------------------------------------------------- |
| «Домодедово» (Москва)   | Анталья, Астрахань, Бухара, Карши, Навои, Наманган, Самарканд, Тиват, Фергана     |
| «Астрахань» (Астрахань) | Москва, Санкт-Петербург                                                           |
| «Анталья» (Анталья)     | Калининград, Москва, Нижний Новгород, Ростов-на-Дону, Челябинск — чартерные рейсы |

## Авиационные происшествия
- 26 мая 2008 года — авиакатастрофа грузового самолёта Ан-12 под Челябинском. Самолёт перевозил из Челябинска в Пермь выведенные из оборота денежные купюры для утилизации на фабрике Гознака. Через несколько минут после взлёта из аэропорта в кабине самолёта возникло задымление, и пилоты запросили разрешения на аварийную посадку. Самолёт упал в районе посёлка Рощино, в 11 км от взлётно-посадочной полосы. Все 9 человек, находившиеся на борту, погибли. Причиной крушения самолёта стала неисправность бортовой электросети[8].